# 伍德羅鎮區 (明尼蘇達州貝爾特拉米縣)
伍德羅鎮區（英語：Woodrow Township）是位於美國明尼蘇達州貝爾特拉米縣的一個行政鎮區。此地得名自美國第二十八任總統伍德罗·威尔逊。

## 地方資料
伍德羅鎮區的面積為93.10平方千米，當中陸地面積為93.10平方千米，而水域面積為0.00平方千米。根據2020年美國人口普查的數據，當地共有人口83人，而人口密度為每平方千米0.89人。